# Jules Bouyer
Jules Bouyer (22 de julio de 2002) es un deportista francés que compite en saltos de trampolín.
Ganó una medalla de bronce en el Campeonato Mundial de Natación de 2023 y una medalla de oro en el Campeonato Europeo de Natación de 2024. En los Juegos Europeos de Cracovia 2023 consiguió dos medallas, plata en trampolín 3 m y bronce en trampolín 3 m sincro.

## Palmarés internacional
| Campeonato Mundial | Campeonato Mundial | Campeonato Mundial | Campeonato Mundial   |
| Año                | Lugar              | Medalla            | Prueba               |
| ------------------ | ------------------ | ------------------ | -------------------- |
| 2023               | Fukuoka (Japón)    | Medalla de bronce  | Trampolín 3 m sincro |
| Juegos Europeos    |                    |                    |                      |
| Año                | Lugar              | Medalla            | Prueba               |
| 2023               | Rzeszów (Polonia)  | Medalla de plata   | Trampolín 3 m        |
| 2023               | Rzeszów (Polonia)  | Medalla de bronce  | Trampolín 3 m sincro |
| Campeonato Europeo |                    |                    |                      |
| Año                | Lugar              | Medalla            | Prueba               |
| 2024               | Belgrado (Serbia)  | Medalla de oro     | Trampolín 3 m sincro |